# Slančík
Slančík (maďarsky Kisszalánc) je obec v okrese Košice-okolí na Slovensku.

## Historie
První písemná zmínka o obci pochází z roku 1270. V 16. století zde byla postavena protestantská modlitebna, která byla později přestavěna na římskokatolický kostel Narození Panny Marie. V letech 1920 až 1927 byla obec uváděna jako Sálančik. V letech 1989 až 1990 byl Slančík součástí obce Slanec.